# Hôtel de ville de Portobello
L'ancien hôtel de ville de Portobello est un édifice municipal située sur Portobello High Street, dans le quartier balnéaire de Portobello, à Édimbourg. Le bâtiment est un monument classé de catégorie B.

## Histoire

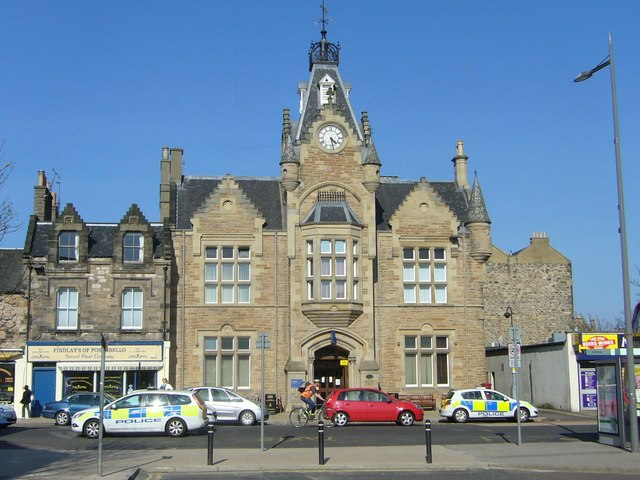
Le deuxième hôtel de ville, aujourd'hui utilisé comme commissariat de police

À la suite d'une croissance démographique importante, largement due au statut de Portobello comme station balnéaire, le site est devenu un burgh en 1833. Les commissaires de la ville se sont d'abord réunis au n°1 Brighton Place, puis ont loué diverses pièces dans différents bâtiments avant de déménager à Rosefield House à Adelphi Place en 1852. Après avoir trouvé cet arrangement insatisfaisant, les dirigeants du bourg décidèrent de se procurer un bâtiment spécialement construit : le premier bâtiment municipal permanent, conçu par David Bryce et érigé au 189 Portobello High Street, fut achevé en mai 1863 . Mais les dirigeants du bourg pensaient que le bâtiment n'était pas celui qu'ils souhaitaient. Un différend s'ensuivit et il ne fallut pas longtemps avant qu'un autre bâtiment soit acquis : le deuxième bâtiment municipal permanent, conçu par Robert Paterson dans le style baronnial écossais et érigé au 118 Portobello High Street pour 5 000 £, a été achevé à l'automne 1878 .
La deuxième mairie a cessé d'être le siège du gouvernement local lorsque le bourg de Portobello a été annexé par la ville d'Édimbourg en 1896,. En guise de consolation, les habitants de Portobello se sont vu promettre un nouveau lieu de manifestations civiques qui deviendrait la troisième mairie. Le site choisi était occupé par Inverey House, qui était un orphelinat pour filles.
La première pierre du nouveau bâtiment a été posée par le Lord Provost, Sir William Slater Brown, le 25 octobre 1912. Il a été conçu dans le style néoclassique, construit en pierre de taille pour un coût de 8 000 £ et a été officiellement inauguré par le Lord Provost Robert Kirk Inches, le 30 octobre 1914. À l’intérieur, la pièce principale était la salle de réunion municipale.

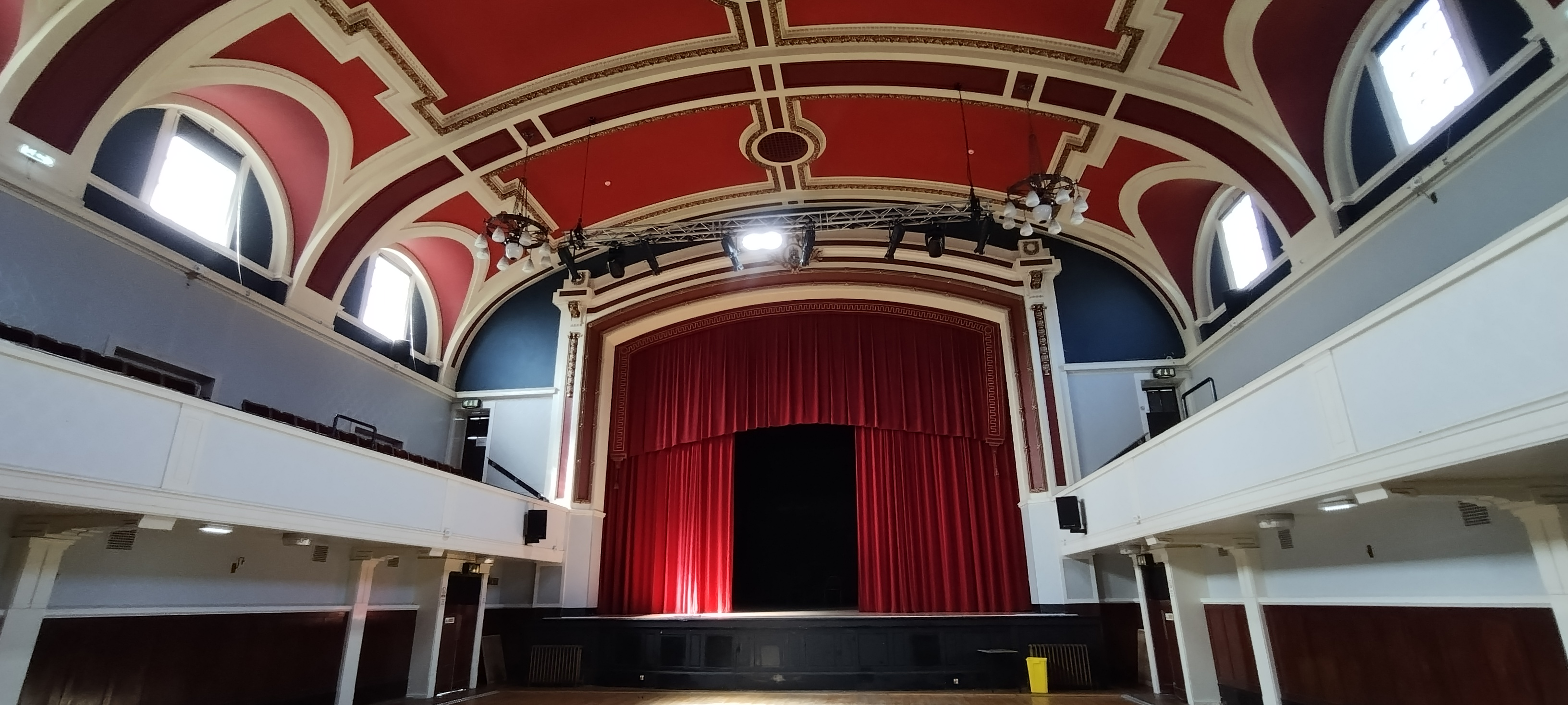
L'intérieur du Hall à partir de juin 2024

Le premier événement public fut un concert organisé en 1914 en faveur des réfugiés belges déplacés par l'invasion allemande de la Belgique et, en mai 1915, l'ancien député Sir George McCrae utilisa l'hôtel de ville pour des rassemblements de recrutement. jeunes soldats pour les Royal Scots. Le futur Premier ministre, Edward Heath, prononça un discours devant les Jeunes conservateurs à la mairie en mars 1970.

## Nouvel usage
Le bâtiment a continué à être utilisé comme lieu d'événements jusqu'au début du XXIe siècle, mais, avec des coûts de fonctionnement dépassant largement les revenus, le lieu était considérablement subventionné par le conseil municipal d'Édimbourg. En juin 2019, la mairie a été fermée après que les maçonneries et les plâtreries aient été jugées en mauvais état. Le conseil municipal a mis le bâtiment à la location en février 2020 et, à la suite d'un processus concurrentiel, l'a loué à l'organisation communautaire locale connue sous le nom de Portobello Central en mai 2021,,. L'organisation a déclaré en 2021 qu'elle s'attend à ce que le bâtiment rouvre en avril 2022.
Le 10 novembre 2022, le comité des finances et des ressources du conseil municipal d'Édimbourg a convenu d'offrir à Portobello Central un bail de 25 ans.